# جيك فوربس
جيك فوربس هو لاعب هوكي الجليد كندي، ولد في 4 يوليو 1897 في تورونتو في كندا، وتوفي في 30 ديسمبر 1985 في هاميلتون في كندا.

## وصلات خارجية
- جيك فوربس على موقع دوري الهوكي الوطني (الإنجليزية)
- جيك فوربس على موقع قاعة مشاهير الهوكي (لاعب أن.إتش.أل) (الإنجليزية)
- جيك فوربس على موقع EliteProspects.com (الإنجليزية)
- جيك فوربس على موقع HockeyDB.com (الإنجليزية)
- جيك فوربس على موقع Hockey-Reference.com (الإنجليزية)